# Tabanus ptolemaeanus
Tabanus ptolemaeanus är en tvåvingeart som beskrevs av Szilady 1923. Tabanus ptolemaeanus ingår i släktet Tabanus och familjen bromsar.
Artens utbredningsområde är Egypten. Inga underarter finns listade i Catalogue of Life.